# Charles Alloncle
Charles Henri Alloncle (Nancy, 21 ottobre 1993) è un politico francese.
Rappresentante della 9a circoscrizione del dipartimento dell'Hérault all'Assemblea nazionale dal 2024, è membro dell'Unione delle Destre per la Repubblica (UDR).

## Primi anni di vita e carriera
Alloncle è nato a Nancy. Il suo primo impegno politico risale alle scuole medie, durante le elezioni presidenziali del 2007. Nel 2008 ha fondato il Liceo UMP con un amico, per poi diventare presidente dell'UMP a Sciences Po. Nel 2018 si è candidato alla presidenza di Les Jeunes Républicains, l'ala giovanile dei Repubblicani.
Si è laureato a Sciences Po e all'HEC Paris.